# Галеас
Галеас (енгл. Galleass) или галијаца (итал. Galeazza) је највећи ратни брод на весла и једра, који се користио од 15. до 17. века.
То је ратни брод који се крајем средњег века развио на Медитерану као својеврстан прелазни облик између старих галија и новијих једрењака. Број весала је смањен, првенствено зато да би се створило што више места за топове.
Већа ватрена моћ хришћанских галијаца у односу на турске галије, и њихова већа висина - која је омогућила боље коришћење стрелаца пре абордажа - се сматра једним од кључних фактора у хришћанској победи код Лепанта.

## Карактеристике

### На Медитерану
Као врсту ратног брода први су га изградили Млечани у 15. веку. Сличан галији, али дужи и шири, галеас је имао високе бокове и масивно прамчано (каштел) и крмено (касар) надграђе. По целој дужини брода протезала се палуба за заштиту веслача од невремена и непријатељевог дејства, и као платформа за борбу и маневар једрима. Галеас је имао депласман 600-1.000 т (2-3 пута већи од галија тог времена), до 50 весала са по 5-8 веслача и 3 јарбола са латинским једрима. При вожњи на весла био је спорији, а на једра бржи од галије: весла су коришћена првенствено у борби. Наоружан је био са 30-50 топова (према само 5 на галијама), смештених на каштелу, касару и по боковима, између или испод реда весала. Бочним топовима могло се гађати само када су весла била у водоравном положају. Тежина плотуна галеаса из Шпанске армаде износила је 370 фунти (166.5 кг). Посада је бројала 700-1.000 људи, од којих 400 војника. Највеће успехе постигли су галеаси у бици код Лепанта (1571). Учествовали су и 1588. у саставу Шпанске армаде, али нису дошли до изражаја. Пошто је имао слаба поморачка својства и тешко маневрисао, појавом галеона у 16. веку галеас је све ређи, а појавом линијског брода у 17. веку коначно је ишчезао.

### У Норвешкој
Под појмом галеас у Норвешкој се подразумева обална једрилица намењена за лов на туљане и превоз рибе у поларним крајевима (дужине 15-21 м, ширине 4.5-7 м и носивости 40-200 т).